# 타임테라스
타임테라스(Time Terrace)는 경기도 화성시 동탄중앙로 220 (반송동)에 위치한 복합 쇼핑몰이다. 2022년 4월 새로이 개장하였으며, 타임스퀘어와 타임스트림으로 잘 알려진 경방에서 운영한다. 원래 이름은 메타폴리스몰 이었으며, 추후 엔터식스/센터포인트몰 이라는 이름으로 변경되었다가, 엔터식스와의 계약이 만료되어 타임테라스 로 새롭게 재개장하였다. 추후 동탄인덕원선의 메타역이 지하로 연결될 예정이다.
타임테라스의 시설은 각 다음과 같다.
A-블럭 B2층에 애슐리 퀸즈가 입점되어 있다. 1층에는 스포츠 및 아웃도어 매장이 있다. 2층에는 남녀 패션 매장이 있다. 3층에는 아웃백이 입점되어 있다. 4층에는 CGV, 헤어샵, 네일샵이 있다.
B-블럭 B4~B2층에 홈플러스가 입점되어 있다. 1층에는 무인양품, 모던하우스, 라이프스타일 및 패션 매장이 입점되어 있다. 2층에는 모던하우스, 키즈 매장이 입점되어 있다. 3층에는 챔피언 키즈카페와 병원이 있다. 4층에는 헤어샵과 알라딘중고서점이 있다.